# 130 mm морско оръдие образец 1935 г. (Б-13)
130 mm морско оръдие образец 1935 година (Б-13) е съветско универсално корабно оръдие с калибър 130 mm.

## История на създаването
Оръдието Б-13 е създадено на базата на 130/55 оръдие образец 1913 г.
В края на 1920-те години Управлението по въоружение на морските сили (УВМС) поръчва на завода „Болшевик“ ново 130 mm оръдие с индекс Б-13. През ноември 1929 г. КБ на завода представя ескизен проект на оръдие с дължина на ствола 45 калибра. Благодарение на увеличаване на налягането в канала на ствола от 2750 до 3150 kg/cm², балистичните характеристики на новото оръдие съвпадат с данните на оръдието образец 1913 г., а по-късият ствол позволява поставянето на Б-13 на подводните лодки тип П. Проекта предвижда следните характеристики на оръдието: гилзово зареждане, полуавтоматичен хоризонтален клинов затвор, хидропневматичен досилател и ръчно добутване на заряда в гилзата.
На 23 януари 1930 г. проекта получава одобрението на УВМС с условие на внесянето на някои изменения: увеличение на скорострелността до 14 изстрела в минута, замяна на ръчната наводка с електрическа и т.н. Доработката на проекта, чертежите и изготвянето на опитен образец трябва да са завършени към началото на март 1932 г.
На 27 февруари 1932 г. началника на въоръжението на РККА М. Н. Тухачевский утвърждава Програмата за артилерийско въоръжение на морските сили на РККА, а която е включена 130/45 артустановка в два варианта: за подводници (с ъгъл на възвишение до +30°) и за надводни кораби (с ъгъл на възвишение до +45°).
На 19 май 1932 г. УВМС коригира тактико-техническото задание, дадено на завода. Във връзка с изменението на проекта на подводницата, за която е планирано оръдието, и прекалено налягане в ствола дължината на ствола е увеличена до 50 калибра. Освен това, по финансови причини командването на флота иска да се върне картузното зареждане, буталния затвор система Викерс и ръчната трансмиси за наводка.
Производството на опитния образец на Б-13 е завършено едва в началото на 1934 г. Започналите на 8 април 1934 г. заводски изпитания показват ред дефекти, и образеца е върнат в завода за доработка. Изпитанията са възобновени през април 1935 г. и, независимо от недоизпипването, през май 1935 г. пускат оръдието в серия, а през декември 1935 г. то е официално прието на въоръжение.
Най-сериозният дефект е, че високото налягане в канала на ствола води до намаляването на живучестта на стволовето до 130 изстрела. Проблема за увеличаването на живучестта на ствола е поставен едновременно пред няколко КБ и НИИ. Решението е намерено във вид на използването на ствол с лайнер. Обаче нестиковката в работата на научните организации води до това, че в серия се пускат лайнери с два различни вида нарез: системата, разработена от Артилерийския научноизследователски морски институт (44 нареза с дълбочина 1,95 mm), и системата, разработена в НИИ-13 (40 нареза с дълбочина 2,7 mm).
Така, флота получава три системи Б-13 с различна нарезка. Благодарение на това за всяка артсистема са нужни снаряди, таблици за стрелба, прицели и т.н., не подходящи за другите системи. Към началото на 1941 г. на корабите и бреговите батареи има 378 оръдия Б-13: 20 със ситната нарезка (16 от тях на кораби на Черноморския флот), неголям брой с нарезката на АНИМИ и болшинството – с нарезката на НИИ-13.
Първоначално оръдията се произвеждат с кутиевиден щит (Б-13-Ic), от второто полугодие на 1939 г. с щит с обтекаема форма (Б-13-IIс). През 1948 г. започва производството на трета серия (Б-13-IIIс) с изменено устройство на досилателя.
През 1939 г. на базата на оръдието Б-13 в ОТБ-1050 на НКВД е създадена двуоръдейната куполна установка Б-2ЛМ.

## Боеприпаси
Към артсистемата Б-13 са разработени следните снаряди:
- Фугасен
- Гмуркащ (за оръдията със ситна нарезка)
- Осколъчно-химически (от 18 април 1942)
- Осветителен (парашутен и безпарашутен)
- Дистанционна (зенитна) граната обр. 1928 г. с механически взривател ВМ-16, с тегло 33,5 kg, дължина 5,0 клб, ВВ– 2,64 kg.
- Противорадиолокационен (от началото на 1960-те години)
- Зенитен снаряд ЗС-46Р с радиовзривател (от края на 1950-те години)

Характеристиките на снарядите за 130/50 mm оръдие Б-13 са приведени в таблицата.
| Тип на снаряда                                            | № на чертежа | Тегло на снаряда, kg | Дължина, mm/клб | Тегло на ВВ, kg | Взриватели                  |
| --------------------------------------------------------- | ------------ | -------------------- | --------------- | --------------- | --------------------------- |
| Полубронебоен обр.1928 г. ПБ-46А                          | 2 – 02138    | 33,5                 | 653/5,0         | 2,35            | MP, МРЗ                     |
| Полубронебоен обр.1928 г. ПБ-46                           | 2-918А       | 33,4                 | 630/4,82        | 1,67            | 2МР, 2МРЗ, 4МРЗ             |
| Фугасен обр.1928 г. Ф-46                                  | 2 – 01641    | 33,4                 | 643/4,9         | 2,71            | 2МР                         |
| Осколочно-фугасен обр.1928 г. ОФ-46                       | 2 – 05339    | 33,4                 | 675/5,15        | 3,58            | РГМ, РГМ-6, В-429           |
| Осколочно-фугасен обр.1928 г. ОФ-46                       | 2 – 05340    | 33,4                 | 679/5,17        | 3,65            | РГМ, В-429                  |
| Осколочно-фугасен обр.1928 г. с переходной втулкой ОФУ-46 | 2 – 02742    | 34,17                | 656/5,0         | 2,7             | РГМ, РГМ-6, В-429           |
| Дистанционна граната обр.1928 г. ЗС-46                    | 2 – 02740    | 33,4                 | 653/5,0         | 2,64            | ВМ-16                       |
| Дистанционна граната ЗС-46Р                               | 2 – 057456   | 33,8                 | 631,8/4,9       | 2,12            | Радиовзривател „изделие 62“ |
| Гмуркащ                                                   | 310          | 33,15                | 647/4,98        | 6,46            | НВ                          |
| Гмуркащ                                                   | 2 – 06140    | 32,67                | 656/5,05        | 6,5             | НВ-2                        |
| Осветителен безпарашутен СБ-46                            | 2 – 07339    | 34,5                 | 640/4,9         | 0,03            | МТ-6                        |
| Осветителен парашутен СП-46                               | 2 – 019652   | 25,8                 | 512/4,4         | 0,05            | ТМ-16                       |
| Противорадиолокационен РП-42/46                           |              |                      |                 |                 | ТМ-16Л                      |

## Използване
През годините на Великата Отечествен войн 130 mm оръдия Б-13 са най-разпространените морски оръдия среден калибър. С тях са въоръжени всички лидери и есминци съветска постройка до 1945 г., редица канонерски лодки и някои минни заградители, а също и болшинството брегови батареи. Оръдията Б-13 се използват също в състава на бронирани влакове и железопътни батареи.
Проекта за 130 mm железопътен транспортьор се разработва през 1939 г. от АНИМИ. На заварена рама, поставена на две двуосни колички тип „Даймънд“, е поставена корабната установка Б-13. Транспортьора има четири опорни крака, а снарядите се поставят в железни сандъци на рамата. Опитния образец (АТ-1), произведен от завода им. Урицкого, има редица сериозни недостатъци, но е допуснат до изпитания. Изпитанията и доработката на първия образец се проточват, и масовото производство на 130 mm установки започва вече по време на войната. Поради това, че просто няма време за производство на специализираните транспортьори, често оръдията Б-13 се поставят на обикновени платформи.
През 1940 г. Ижорския завод прави опит да постави оръдие Б-13 на опитния танк СУ-100-Y (T-100-Y). На 14 март опитния екземпляр на самоходното оръдие е готов, но изпитанията са отменени поради края на Финландската война.
През 1944 г. конструкторското бюро на опитния завод № 100 на шасито на самоходното оръдие ИСУ-122С разработва самоходна артустановка ИСУ-130, въоръжена с оръдие Б-13. Машината минава фронтовите изпитания, но не е пусната в серийно производство.
В годините на войната недостатъчната автоматизация на Б-13 става предимство. Благодарение на липсата на прибори и механизми, изискващи електрозахранване, с оръдията за няколко часа могат да се въоръжат железопътни платформи и полеви батареи.
В течение на 35 години те се експлоатират в Китай на дадените му през 1955 г. четири есминци проект 7. Към средата на 80-те години на въоръжение и складовете на ВМФ остават над 600 единици Б-13.
През 1970 г., след събитията на остров Дамански, 90 оръдия Б-13 в състава на 20 батареи са поставени на Полуостров Муравьов-Амурски за защита на Владивосток от възможното нахлуване на Китай.

Орудието остава на въоръжение в батареите на бреговата охрана до разпада на СССР.

## Тактико-технически характеристики
- Калибър: 130 mm
- Дължина на ствола: 6581/50 mm/клб
- Ъгъл на вертикална наводка: −5/45°
- Скорост на наводката:
  - вертикална: 5 градуса/секунда
  - хоризонтална: 5 °/s
- Височина на линията на огъня от палубата: 1671 mm
- Радиус на обмитане:
  - по дулния срез: 4985 mm
  - по затворна част: 2295 mm
- Височина на системата по щита: 2240 mm
- Ширина системата по щита: 2750 mm
- Дебелина на челната броня на щита: 13 mm
- Маса:
  - люлееща се част на оръдието: 7200 kg
  - щит 2150 kg
  - пълна 12800 kg
- Разчет: 11 души.
- Скорострелност: 7 – 8 изстрела/минута
- Начална скорост на снаряда:
  - образец 1911 г. с маса 36,86 kg: 823 m/s
  - образец 1928 г. маса 33,4 kg: 870 m/s
- Далечина на стрелбата при пределен ъгъл на възвишение:
  - снаряди обр. 1911 г.: 20 300 m
  - снаряди обр. 1928 г.: 25 750 m (139 кабелтови)